# 梅什特罗维奇美术馆
梅什特罗维奇美术馆 是克罗地亚斯普利特的一个艺术博物馆，展出20世纪雕塑家伊万·梅什特罗维奇最重要的作品，其本身也是一件艺术品。收藏品包括雕塑、绘画、家具以及建筑等，使用材质包括青铜、大理石和木头。美术馆建筑和庭院由梅什特罗维奇本人设计，包括生活区、工作区和展览空间。
美术馆的藏品现在包括192件雕塑、583幅绘画、291张建筑图纸等等。